# 라루스 소사전

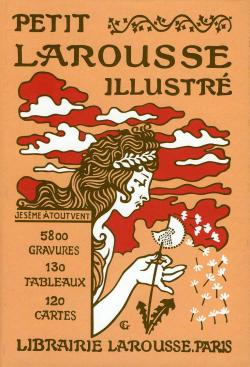
라루스 소사전 1905년판

《라루스 소사전》(Le Petit Larousse)은 라루스 출판사에서 출판한 프랑스어 백과사전으로,  1905년에 초판이 2005년에는 100주년 기념판이 발간되었다. 스페인어버전도 있다. 이 책은 일반명사를 다룬 어학사전 부분과 고유명사를 다룬 백과사전의 두 부분으로 구성되어있다. 
피에르 라루스의 모토는 바람에 씨를 뿌린다(Je sème à tout vent)였다. 장정의 서양민들레 씨앗을 날리는 여성은 이를 상징한다. 
출판 100주년에 즈음하여 그 역사를 기록한 La dent-de-lion, la semeuse et le Petit Larousse(Jean Pruvost)가 간행되었다. 라루스 소사전 2007년판은 150,000 항목과 5,000 점의 일러스트를 게재하고있다.   